# Ґражина Бацевич
Ґражина Бацевич (пол. Grażyna Bacewicz; 5 лютого 1909, Лодзь — 17 січня 1969, Варшава) — польська скрипалька і композиторка.

## Біографія
Батько, литовець Вінцас Басевісіюс (Vincas Bacevičius), давав доньці перші уроки гри на скрипці та фортепіано. Закінчила Варшавську консерваторію по класах скрипки та композиції (1932). За стипендію Падеревського в 1932–1933 роках вчилася в Парижі у Наді Буланже. Брала приватні уроки скрипки, згодом вчилася у Карла Флеша. Повернувшись до Польщі, грала в оркестрі Польського радіо (перша скрипка). У роки Другої світової війни жила у Варшаві, давала підпільні концерти. Після війни викладала в Лодзькій державній консерваторії. З 1954 року, коли Бацевич потрапила в автокатастрофу, єдиним її заняттям лишилася композиція.
Похована на кладовищі Військові Повонзки.

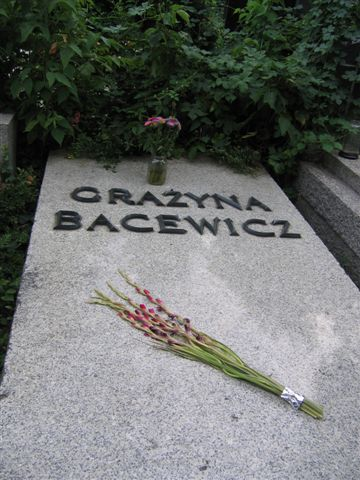
Могила Ґражини Бацевич на цвинтарі Військові Повонзки.

## Твори

### Інструментальні твори
- Чотири прелюдії для фортепіано (1924)
- Дитяча сюїта для фортепіано (1933)
- Соната для скрипки (1941), прем'єра на підпільному концерті у Варшаві
- Ескіз для органу (1966)
- Друга соната для фортепіано (прем'єра в 1953)

### Камерна музика
- Квінтет для флейти, гобоя, кларнета, фагота і труби (1932)
- Сюїта для двох скрипок (1943), прем'єра на підпільному концерті у Варшаві
- Струнний квартет № 3 (1947), премія Міністерства культури Польщі (1955)
- Струнний квартет № 4 (1951), перша премія на міжнародному конкурсі струнних квартетів в Льєжі
- Струнний квартет № 5 (1955)
- Струнний квартет № 6 (1960)
- Струнний квартет № 7 (1967)

### Оркестрові твори
- Концерт для струнного оркестру (1948), державна премія Польщі (1950)
- Симфонія № 2 (1951)
- Симфонія № 3 (1952)
- Симфонія № 4 (1953), премія Міністерства культури Польщі (1955)
- Музика для струнних, духових та ударних (1958), третя премія ЮНЕСКО (Париж, 1960)
- Концерт для симфонічного оркестру (1962)
- Contradizione для камерного оркестру (1966)

### Концерти
- Концерт № 3 для скрипки та оркестру (1948), премія Міністерства культури Польщі (1955)
- Концерт для фортепіано та оркестру (1949), друга премія на конкурсі Шопена у Варшаві (1949)
- Концерт № 5 для скрипки та оркестру (1954)
- Концерт № 7 для скрипки та оркестру (1965), Золота медаль на Міжнародному музичному конкурсі королеви Єлизавети Бельгійської (1965)
- Концерт для альта й оркестру (1968)

### Твори для голосу й оркестру
- Олімпійська кантата для хору й оркестру (1948), Державна премія Польщі (1948)
- Акрополь, кантата для хору й оркестру на слова С. Виспянського (1964), до 600-річчя Ягеллонського університету

### Твори для сцени
- З селянина — король (пол. Z chłopa król), балет (1953)
- Пригоди короля Артура (пол. Przygoda Króla Artura), комічна радіоопера (1959), премія Польського радіо і телебачення (1960)
- Есик в Остенді (пол. Esik w Ostendzie), комічний одноактний балет(1964)
- Бажання (пол. Pożądanie), балет у 2-x діях (1968—1969)

### Літературні твори
- Znak szczególny. Warszawa: Czytelnik, 1970 (книга оповідань, перевидана 1974, перекладена кількома мовами).

## Визнання
- Орден Відродження Польщі (1953, 1955) та інші.
- Ім'ям Ґражини Бацевич названа Музична академія в Лодзі, ряд польських музичних шкіл.